# Elisa Miller
Elisa Miller (5 de juliol de 1982) és una guardonada directora de cinema, escriptora i productora mexicana.

## Trajectòria
Va estudiar Lletres Angleses a la UNAM i després en el Centro de Capacitación Cinematográfica (CCC) en la Ciutat de Mèxic. Es va titular del CCC en el 2008 amb el curtmetratge Roma, la qual va guanyar el Premi Garcia Bross en Festival Internacional de Cinema de Morelia el mateix any.
Va ser la primera guanyadora mexicana de la Palma d'Or per a curtmetratge de ficció en el Festival de Canes del 2007 amb "Ver llover". "Ver Llover," va ser el seu projecte de tercer any en el CCC i va ser filmat en Yautepec, Morelos, Mèxic, el qual també va guanyar el primer premi en el Festival Internacional de Cinema de Morelia en 2006 entre altres premis.
Apareix com a personatge principal en la novel·la 'El hombre nacido en Danzig', de Guillermo Fadanelli.
Després de l'èxit de Ver llover, Miller produeix la seva tesi sènior Roma (2008). Amb un enfocament humanitari, Roma explica la història d'una treballadora que troba i ajuda una dona que viatja il·legalment dins d'un tren que arriba a la fàbrica de sabó on treballa. El curtmetratge també va acabar sent un èxit nacional i internacional i la va ajudar a consolidar la seva reputació de cineasta prometedora al seu país d'origen. Roma va guanyar el Premi Especial Studio 5 de Mayo al 6è Festival Internacional de Cinema de Morelia (FICM) de Mèxic, el Millor Curtmetratge a la 10a IMAGO - International Youth Film Festival a Portugal, premi al millor director per a projectes d'estudiants al 8è Festival Internacional de Cinema de Pune (PIFF) a l'Índia, i una menció honorífica al 12è Festival Internacional de Cinema de Guanajuato (GIF), també a Mèxic.
L'any 2010 i com a resposta a les pressions socials i expectatives sobre els seus futurs projectes, Miller va estrenar el seu primer llargmetratge Vete más lejos, Alicia (2010), que explica la història. d'una jove que fuig de casa com a conseqüència de la pressió familiar pel seu futur professional. Va argumentar que La campana de vidre de Sylvia Plath Miller era una inspiració per al projecte. La pel·lícula es va estrenar internacionalment durant la 40a edició del Festival Internacional de Cinema de Rotterdam i va ser nominada pel Tiger Award, el preu màxim del festival holandès. Malgrat el seu èxit a Europa, la pel·lícula no va ser valorada ni distribuïda a nivell nacional a Mèxic. Algunes crítiques cinematogràfiques del Festival Internacional de Cinema de Morelia fins i tot van anomenar-la una obra mediocre. Aquestes respostes van tenir un impacte emocional en la carrera de Miller.
Quatre anys més tard i després de conèixer l'artista anglesa Sarah Lucas durant les seves exposicions d'art a Mèxic, Elisa Miller va dirigir i produir el seu primer documental, About Sarah (2014). Aquest documental exposa la vida de Sarah Lucas durant un any, incloent la seva obra artística i la seva vida personal. La pel·lícula es va distribuir tant al Regne Unit  com a Mèxic; tanmateix, només es va estrenar en alguns cinemes. El mateix any, Miller va col·laborar com a productor executiu del documental de Gustavo Gamou El regreso del muerto (2014), una pel·lícula que narra la vida d'un home que fingeix la seva mort per fugir del crim organitzat. Aquesta va ser la primera vegada que Miller va produir un pel·lícula que ella no havia dirigit.
L'any 2015, Miller va participar de nou al XIII Festival Internacional de Cinema de Morelia (FICM) amb el seu segon llargmetratge El placer es mío (2015), una pel·lícula que retrata el dificultats de les relacions adultes. Tot i que el treball de Miller va obtenir respostes mixtes , especialment a causa de la reacció del públic davant la mostra poc convencional i explícita de nuesa masculina, la pel·lícula va ser guardonada amb el premi a la millor primera/segona pel·lícula.
A més de continuar treballant en tractaments cinematogràfics i guions per a futurs projectes, el 2018 Miller va anar a treballar com a instructor a l'Escuela Itinerante de Cine y Narrativa Audiovisual a la Ciutat de Mèxic. Els seus tallers se centren en la direcció, l'escriptura de pantalla i el muntatge de pel·lícules. Les seves classes busquen potenciar el desenvolupament de les idees personals mitjançant la introspecció, que és una tècnica que ha utilitzat en la seva carrera cinematogràfica.
El 2022, es va anunciar que Miller dirigirà el directe de la adaptació cinematogràfica de la novel·la de Fernanda Melchor del 2017 Temporada de huracanes, produït per Netflix.

## Filmografia
| Any  | Títol                              | Directora | Guionista | Productora | Actriu | Notes |
| ---- | ---------------------------------- | --------- | --------- | ---------- | ------ | ----- |
| 1994 | Del otro lado del mar (Curt)       |           |           |            | Sí     |       |
| 2006 | Ver Llover (Corto)                 | Sí        | Sí        |            |        |       |
| 2008 | Roma (Curt)                        | Sí        | Sí        |            |        |       |
| 2010 | Vete más lejos Alicia              | Sí        |           | Sí         |        |       |
| 2014 | About Sarah (Documental)           | Sí        | Sí        | Sí         |        |       |
| 2015 | El regreso del muerto (Documental) |           |           | Sí         |        |       |
| 2015 | El placer es mío                   | Sí        | Sí        |            |        |       |
| 2022 | ¿Qué culpa tiene el karma?         | Sí        |           |            |        |       |
| 2023 | Temporada de huracanes             | Sí        | Sí        |            |        |       |

## Premis
| Any  | Premi                                                            | Categoria                                               | Títol                 | Resultat  |
| ---- | ---------------------------------------------------------------- | ------------------------------------------------------- | --------------------- | --------- |
| 2009 | Premi Ariel                                                      | Millor curtmetratge de ficció                           | Roma                  | Nominat   |
| 2008 | Premi Ariel                                                      | Millor curtmetratge de ficció                           | Ver llover            | Guanyador |
| 2007 | Festival de Canes                                                | Palma d’Or - Millor curtmetratge                        | Ver llover            | Guanyador |
| 2007 | Festival de Canes                                                | Premi de Norman McLaren                                 | Ver llover            | Guanyador |
| 2009 | Festival Internacional de Cinema de Guanajuato                   | Premi Especial del Jurat                                | Roma                  | Guanyador |
| 2009 | Imago                                                            | Millor Pel·lícula                                       | Roma                  | Guanyador |
| 2008 | Festival Internacional de Cinema de Morelia                      | Premi Garcia Bross                                      | Roma                  | Guanyador |
| 2006 | Festival Internacional de Cinema de Morelia                      | Premi de Competència de curtmetratge                    | Ver llover            | Guanyador |
| 2011 | Festival Internacional de Cinema de Rotterdam                    | Tiger Award                                             | Vete más lejos Alicia | Nominat   |
| 2007 | Festival Internacional del Nou Cinema Llatinoamericà de l'Havana | El Coral                                                | Ver llover            | Guanyador |
| 2010 | Festival de Cinema Internacional de Pune                         | Millor Director en la Categoria Estudiantil             | Vete más lejos Alicia | Guanyador |
| 2015 | Festival Internacional de Cinema de Morelia                      | Premi Millor primera o segona obra-Llargmetratge Ficció | El placer es mio      | Guanyador |